# Kārikā
Kārikā è un termine della lingua sanscrita traducibile con "strofa", "stanza", "verso".
La kārikā può essere definito un sūtra espresso in versi, spesso come śloka, verso di 32 sillabe.
In letteratura il termine viene spesso adoperato come suffisso di altre opere o teorie, o anche nomi di autori, a indicare così una sintesi o un commento. Ad esempio, la Sāṃkhyakārikā di Īśvarakṛṣṇa, è una sintesi, in versi, della tradizione del Sāṃkhya; la Gauḍapādakārikā di Gauḍapāda è il commento di questo autore alla Māṇḍūkya Upaniṣad; la Madhyamakakārikā di Nāgārjuna è la sintesi della dottrina Madhyamaka.